# 마틴 밴 뷰런 행정부
마틴 밴 뷰런의 제8대 미국 대통령 재임은 1837년 3월 4일에 시작하여 1841년 3월 4일에 끝났다. 앤드루 잭슨 밑에서 민주당원이자 부통령이었던 밴 뷰런은 1836년 대통령 선거에서 여러 휘그당 후보를 물리치고 취임했다. 밴 뷰런의 대통령 재임은 1840년 대통령 선거에서 휘그당 후보인 윌리엄 헨리 해리슨에게 패배하면서 끝났다.
밴 뷰런 대통령이 직면한 핵심 쟁점은 재임 몇 주 만에 시작된 지속적인 경기 침체인 1837년 공황이었다. 밴 뷰런은 어떠한 직접적인 연방 정부 개입에도 반대했고, 균형 잡힌 예산을 유지하기 위해 연방 지출을 삭감했다. 그는 또한 은행을 대신하여 연방 자금을 보관하는 일련의 정부 금고인 독립 재무부 시스템의 설립을 주관했다. 밴 뷰런은 잭슨 행정부의 인디언 이주 정책을 계속 추진했으며, 그의 재임 기간 동안 수천 명의 미국 원주민이 미시시피강 서쪽으로 재정착되었다. 그는 노예제와 관련한 주요 긴장을 피하려고 노력했으며, 텍사스 합병 가능성을 거부하고 아미스타드 선상반란 사건을 대법원에 상고했다. 외교에서는 밴 뷰런은 무혈 애러스트크 전쟁과 캐롤라인 사건을 포함한 몇몇 사건에도 불구하고 영국과의 전쟁을 피했다.
밴 뷰런이 경제 불황에 효과적으로 대처하지 못한 점과 야당인 휘그당의 정치적 힘이 커진 점이 1840년 대통령 선거에서 그가 패배하는 원인이 되었다. 그의 대통령 재임은 성공과 대중의 찬사만큼이나 실패와 비판으로 점철되었으며, 역사가들에 의해 종종 평균 또는 평균 이하로 평가된다. 그의 가장 오래 지속된 업적은 현대 민주당을 건설하고 새로운 제2 정당제에서 민주당이 지배적인 위치를 차지하도록 이끈 정치 조직가로서의 역할이었다.

## 1836년 대통령 선거
밴 뷰런은 페티코트 스캔들 기간 동안 앤드루 잭슨 대통령이 선호하는 후임자로 부상했으며, 밴 뷰런은 1832년에 부통령으로 선출되었다. 카리스마 넘치는 "늙은 히코리"와 매우 효율적인 "교활한 여우"라는 완전히 다른 성격을 가진 두 사람은 8년간의 공동 재임 기간 동안 효과적인 팀이 되었다. 잭슨은 1836년 대통령 선거에서 재선을 추구하지 않았지만, 그는 민주당 내에서 여전히 영향력이 있었고, 1836년 선거에서 밴 뷰런의 출마를 강력히 지지했다. 잭슨의 지지에 힘입어 밴 뷰런은 1835년 민주당 전당대회에서 무경쟁으로 대통령 후보 지명을 받았다. 부통령 후보 지명에는 켄터키주 하원의원 리처드 멘터 존슨과 버지니아주 전 상원의원 윌리엄 캐벨 리브스 두 명이 지명되었다. 대부분의 남부 민주당원들이 리브스를 선호했지만, 잭슨은 존슨을 선호했고, 그의 영향력으로 존슨이 부통령 후보로 지명되었다.

1836년 선거인단 투표 결과

잭슨에 대한 상호 반대로 뭉친 느슨한 연합체인 새로 설립된 휘그당은 1836년 선거에서 밴 뷰런의 승리를 막으려 했다. 단일 후보를 내거나 단일 강령을 정의할 당의 통합성이나 조직력이 부족했던 휘그당은 하원에서 조건부 선거를 강제하기 위해 여러 후보를 내세웠다. 전 잭슨의 동맹이었던 테네시주 상원의원 휴 로슨 화이트는 남부에서 주요 휘그당 후보로 부상했으며, 자신을 유일한 남부 출신 후보라고 내세웠다. 윌리엄 헨리 해리슨은 티피카누 전투에서의 공로로 명성을 얻었으며, 상원의원 대니얼 웹스터를 제치고 북부의 주요 휘그당 후보가 되었다. 휘그당은 잭슨의 주장된 행정 독재를 비난하고, 밴 뷰런을 신뢰할 수 없는 직업 정치인으로 공격하며 선거 운동을 펼쳤다.
밴 뷰런은 노예제에 대한 입장을 명확히 하여 노예제를 지지하는 남부와 노예제가 불법적이고 인기가 없는 북부 주 모두에서 전폭적인 지지를 얻어야 했다. 가장 큰 난관은 모든 양키들이 노예 문제에 대해 자동적으로 의심을 받는 남부에서 왔다. 밴 뷰런은 남부인들에게 자신이 노예제 폐지론에 반대하고 노예제가 존재하는 주에서 노예제의 지속을 지지한다고 확신시키며 그들의 지지를 얻으려 노력했다. 밴 뷰런은 노예제가 부도덕하지만 헌법에 의해 승인되었다는 자신의 개인적인 신념에 대해서는 논의하지 않았다. 밴 뷰런의 전략은 자신의 개인적인 입장을 옹호하는 것이 아니라, 미국 어디에서도 인기가 없던 노예제 폐지론자들을 공격하는 것이었다. 부통령으로서 그는 상원의 동수표를 사용하여 노예제 폐지론자들의 우편물을 주법의 적용을 받게 하는 법안에 찬성표를 던졌고, 이로써 노예제 폐지론자들의 우편물이 남부에 유통되지 않도록 했다. 남부 휘그당원들은 노예제에 대한 그의 헌신에 의문을 제기했지만, 그의 지지자들은 그가 세 가지를 믿는다고 주장했다: 의회는 주 내의 노예제에 간섭할 수 없으며, 컬럼비아 특별구에서 노예제를 폐지하는 것은 "부적절"하며, 노예제에 대한 논의는 연방을 위태롭게 한다는 것이다. 밴 뷰런과 그의 지지자들은 생존 가능한 전국 정당을 건설하고 연방을 유지하기 위해서는 노예제를 수용함으로써 타협해야 한다는 것을 깨달았다. 민주당은 최초의 근대적 정당을 창조했지만, 그렇게 함으로써 노예제와 노예제 폐지를 당파적 의제에서 의식적으로 제거했다. 10여 년 후인 1848년에 밴 뷰런은 자유토지당 후보로 출마하며 북부에서 노예제 확장에 대한 주요 반대자가 되었지만, 그때는 이미 남부의 지지에 대한 모든 희망을 버렸다.
밴 뷰런은 1836년 선거에서 총 득표율 50.9%에 해당하는 764,198표의 일반 투표와 170명의 선거인단 투표를 얻어 승리했다. 해리슨은 73표의 선거인단 투표로 휘그당을 이끌었고, 화이트는 26표, 웹스터는 14표를 얻었다. 윌리 퍼슨 맨검은 주 의회에서 부여된 사우스캐롤라이나주의 11표의 선거인단 투표를 받았다. 잭슨의 1832년 선거 운동과 비교했을 때, 밴 뷰런은 뉴잉글랜드에서 더 좋은 성과를 거두었지만 남부와 서부에서는 더 나빴다. 밴 뷰런의 승리는 그 자신의 매력적인 정치적, 개인적 자질, 잭슨의 인기와 지지, 민주당의 조직력, 그리고 휘그당이 효과적인 후보와 선거 운동을 모으지 못한 점이 결합된 결과였다. 버지니아주의 대통령 선거인단은 대통령으로 밴 뷰런에게 투표했지만, 부통령으로는 윌리엄 스미스에게 투표하여 존슨이 당선에 필요한 선거인단 투표 한 표가 부족하게 만들었다. 수정 헌법 제12조에 따라 상원은 조건부 투표로 존슨을 부통령으로 선출했다. 한편, 동시에 치러진 의회 선거에서 민주당은 의회 양원을 장악했다.
1836년 선거는 제2 정당제를 확립하는 데 중요한 역할을 했기 때문에 미국 정치사에서 중요한 전환점을 기록했다. 1830년대 초반에는 정치 정당 구조가 여전히 빠르게 변화하고 있었고, 파벌과 개인 지도자들이 정치에서 여전히 중요한 역할을 했다. 1836년 선거 운동이 끝날 무렵, 거의 모든 파벌이 민주당이나 휘그당에 흡수되면서 새로운 정당 체제가 거의 완전히 형성되었다.

## 취임식

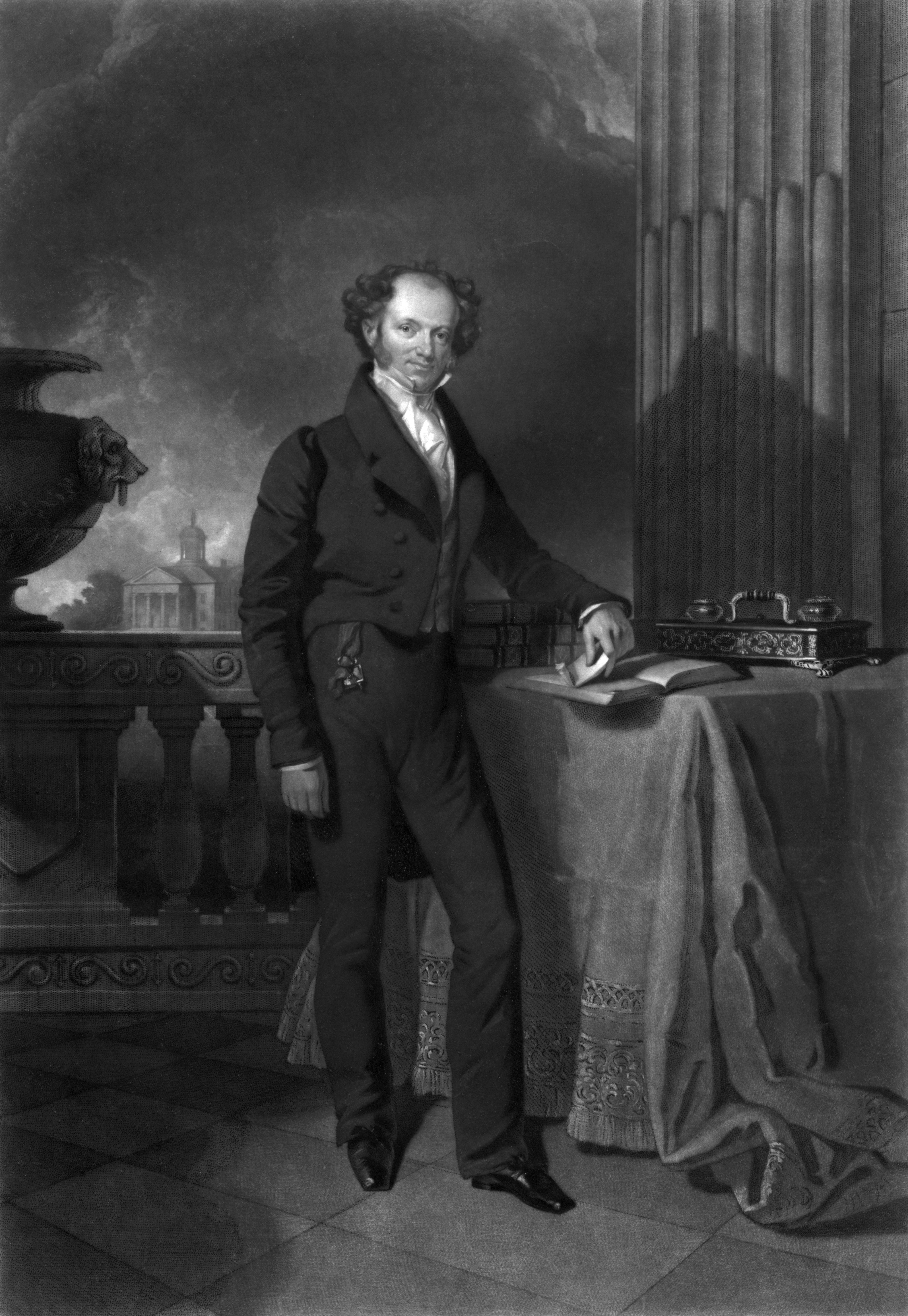
마틴 밴 뷰런의 초상화

밴 뷰런은 1837년 3월 4일 미국 국회의사당 동쪽 포르티코에서 열린 취임식에서 대법원장 로저 태니에 의해 대통령으로 취임했다. 54세의 나이로 그는 당시 가장 어린 나이로 대통령직에 올랐다. 제8대 대통령으로서 밴 뷰런은 자신의 역할을 보존하는 것으로 정의했다: 건국자들이 만든 "그 정치 제도를 신성하게 수호하고" 특히 제한된 국가 정부와 "국민과 주"의 자유와 주권이라는 신성한 제퍼슨 민주주의 원칙을 보호하는 것이다.
취임식은 활기 넘치던 인물인 잭슨의 퇴장과 그의 선택된 후임자인 밴 뷰런의 새로운 대통령 왕조의 시작을 알렸다. 그들은 네 마리의 회색 말이 끄는 작은 페이턴 (마차) (USS 콘스티튜션의 목재로 만들어졌다)를 타고 함께 갔다. 이것은 퇴임하는 대통령과 취임하는 대통령이 함께 의사당으로 간 첫 번째 경우였다. 그날의 축제는 취임하는 대통령을 축하하는 것보다 퇴임하는 대통령에게 바치는 헌사였다. 밴 뷰런의 취임 연설은 이를 아쉽게 언급했다:
국민으로부터 저의 탁월한 선임자에게 두 번 맡겨졌고, 그가 그토록 충실하고 훌륭하게 수행한 신성한 임무를 제가 받으니, 제가 같은 능력과 성공으로 어려운 과업을 수행할 수 없을 것임을 압니다. 그러나... 저의 길에도 같은 격려와 승인이 함께하리라 희망합니다.
취임 무도회는 당시 관례에 따라 저녁에 카루시 살롱에서 열렸다.

## 내각
밴 뷰런은 잭슨의 내각과 하위직 임명자 대부분을 유임했는데, 이는 잭슨의 임명자 유임이 남부에서 휘그당의 기세를 꺾고 민주당에 대한 지역 통합 정당으로서의 신뢰를 회복할 것이라고 기대했기 때문이다. 유임된 각료들은 미국 각 지역을 대표했다: 재무부 장관 레비 우드버리는 뉴잉글랜드 출신이었고, 법무장관 벤저민 프랭클린 버틀러와 해군부 장관 맬런 디커슨은 중부 대서양 주 출신이었으며, 국무부 장관 존 포사이스는 남부를 대표했고, 우정청장 켄터키주의 에이모스 켄달은 서부를 대표했다. 내각에서 유일하게 채워지지 않은 전쟁부 장관 자리에 밴 뷰런은 1836년 부통령직을 노렸던 윌리엄 캐벨 리브스에게 먼저 제안했다. 리브스가 내각 참여를 거절하자, 밴 뷰런은 무효화 위기 당시 분리탈퇴에 반대했던 사우스캐롤라이나주 출신 조엘 로버츠 포인세트를 임명했다.
밴 뷰런의 내각 선택은 펜실베이니아주 출신 제임스 뷰캐넌과 같은 이들로부터 비판을 받았다. 그들은 자신들의 주가 내각 직위를 받아야 한다고 주장했으며, 일부 민주당원들은 밴 뷰런이 자신의 후원 권한을 사용하여 자신의 권력을 강화했어야 한다고 주장했다. 그러나 밴 뷰런은 논란이 되는 후원 싸움을 피하는 데 가치를 두었으며, 잭슨의 내각을 유임하기로 한 그의 결정은 그가 선임자의 정책을 계속할 의도임을 분명히 했다. 또한, 밴 뷰런은 잭슨의 각료 임명을 돕고 그들과 강력한 업무 관계를 유지하고 있었다.
해군의 훈련과 사기에 불만을 품은 밴 뷰런은 1838년 디커슨에게 사임을 압박했고, 디커슨은 제임스 K. 폴딩으로 교체되었다. 같은 해, 버틀러가 사임하고 잭슨과 가까운 테네시주 상원의원 펠릭스 그런디가 그를 대체했다. 그런디는 나중에 펜실베이니아주 출신 헨리 D. 길핀으로 교체되었다. 1840년에는 당의 충성파이자 코네티컷주 전 상원의원 존 밀턴 나일스가 우정청장이 되었다.
밴 뷰런은 외교와 재무부 관련 문제에 긴밀하게 관여했지만, 우정청, 전쟁부, 해군부는 각 장관의 통제 하에 높은 수준의 자율성을 가졌다. 밴 뷰런은 정기적인 공식 내각 회의를 열었으며, 잭슨 대통령 재임 기간 동안 많은 관심을 끌었던 비공식적인 자문가 모임을 중단했다. 밴 뷰런은 자신을 "참모들의 상충되는 의견 사이에서 중재자이자 어느 정도 심판자"로 보았다. 그는 각 부서장으로부터 조언을 구했으며, 각료들 간의 공개적이고 솔직한 의견 교환을 허용했다. 대통령의 비개입적인 태도는 그가 판단을 보류하고 최종 결정을 내리는 자신의 특권을 보호할 수 있게 했다.

### 백악관 안주인

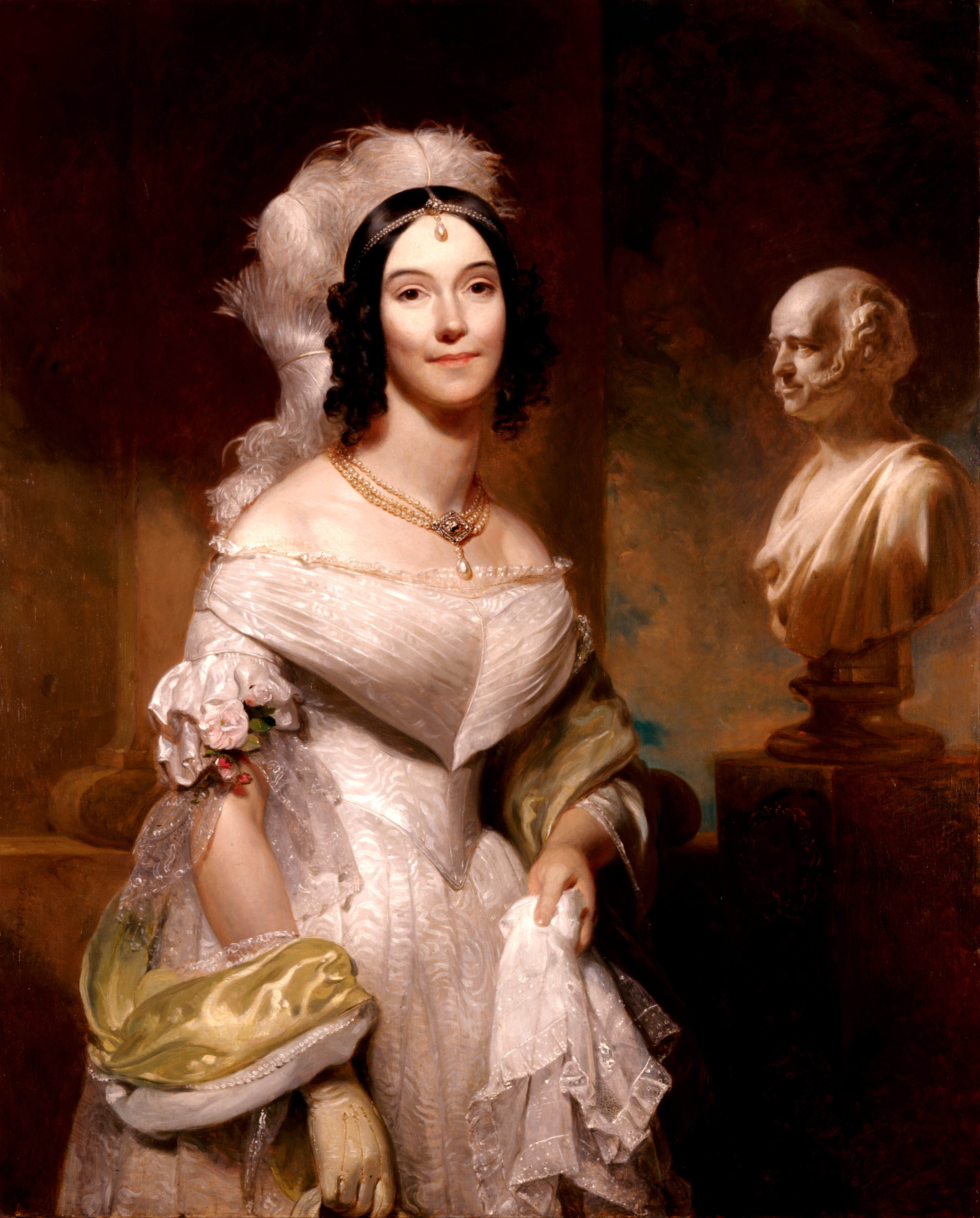
백악관 안주인 안젤리카 싱글턴

재임 기간 전반부 동안, 1819년 아내 해나 밴 뷰런의 사망 이후 홀아비가 된 밴 뷰런은 백악관 안주인의 역할을 맡을 특정 인물을 두지 않고 직접 그러한 임무를 수행했다. 1838년 장남 에이브러햄 밴 뷰런이 안젤리카 싱글턴과 결혼하자, 대통령은 즉시 며느리를 안주인으로 앉혔다. 그녀는 남편의 죽음 이후 워싱턴으로 돌아온 먼 친척인 돌리 매디슨에게 조언을 구했고, 곧 대통령의 파티는 활기를 띠었다. 1839년 신년 전야 리셉션 후 보스턴 포스트는 "안젤리카 밴 뷰런은 희귀한 교양을 갖춘 숙녀로, 매우 겸손하면서도 완벽하게 편안하고 우아하며 대화에 자유롭고 활기찼다... 보편적으로 존경받았다"고 극찬했다. 국가가 심각한 경제 불황을 겪는 동안, 유럽 궁정 생활에 대한 그녀의 많은 독서에 영향을 받은 안젤리카 밴 뷰런의 리셉션 접대 방식과, 백악관 부지를 유럽 왕실 정원처럼 재조경하려 했다는 일화적인 주장에 대한 신문 보도는 시아버지인 밴 뷰런을 공격하는 데 사용되었다. 펜실베이니아 휘그당 의원 찰스 오글은 그의 유명한 "골드 스푼 연설"에서 그녀를 대통령의 "가족"의 일부로 간접적으로 언급했다.

## 사법부 임명
밴 뷰런은 대법원의 두 명의 부대법관을 임명했다. 의회는 1837년 제8·9 순회법원법으로 대법원에 두 개의 새로운 자리를 추가했지만, 잭슨 대통령은 그 중 한 자리만 채웠다. 밴 뷰런은 공석을 채우기 위해 1837년 초에 1836년 밴 뷰런의 대통령 선거 운동의 주요 지지자였던 앨라배마주 상원의원 존 매킨리를 임명했다. 1841년에는 필립 P. 바부어의 사망으로 두 번째 대법원 공석이 발생했다. 밴 뷰런은 바부어의 후임으로 연방 판사 피터 비비안 다니엘을 임명했다. 밴 뷰런은 또한 8명의 다른 연방 판사들을 모두 미국 지방법원에 임명했다.

## 국내 문제

### 1837년 공황과 재무 시스템

#### 1837년 공황

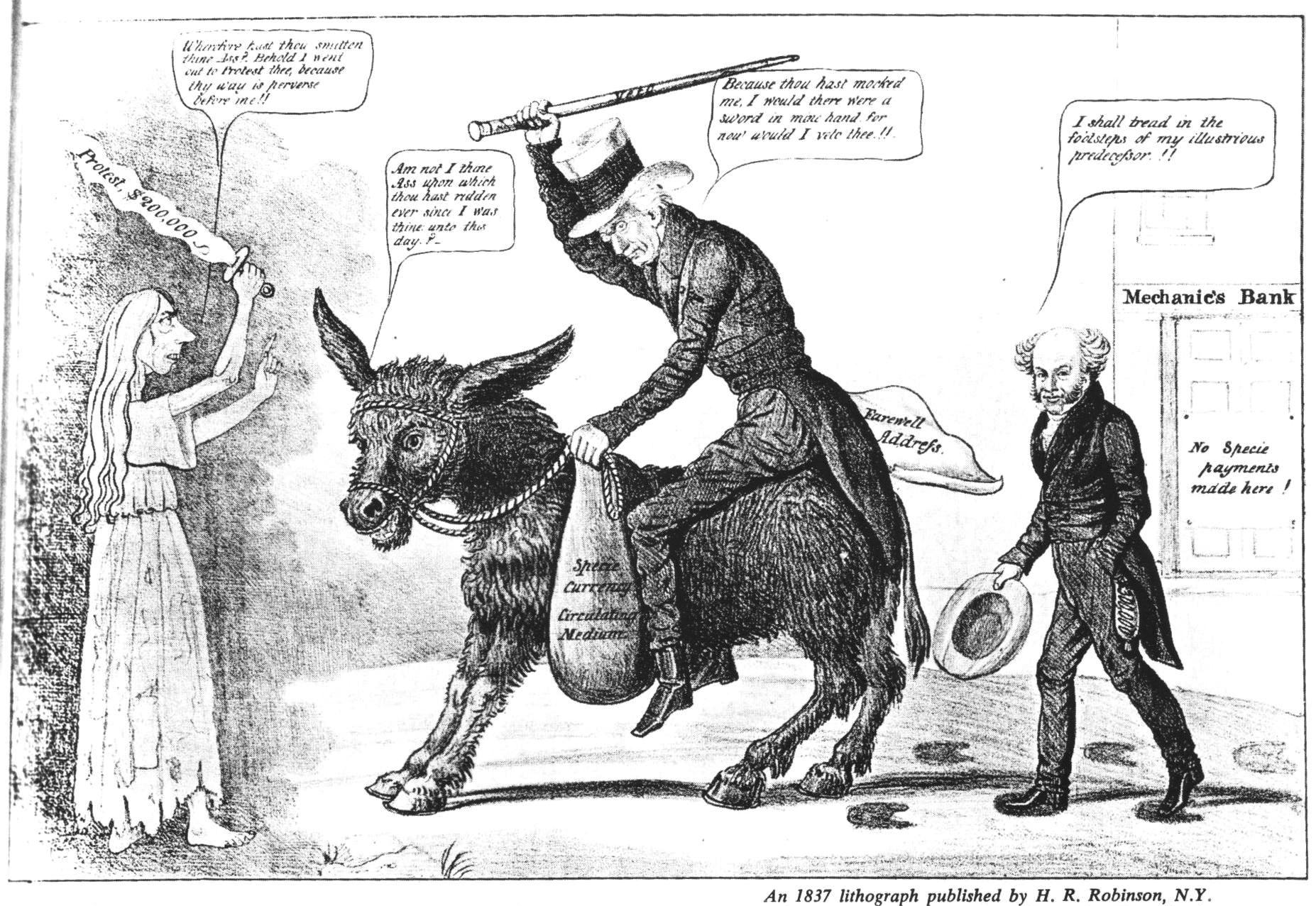
현대 발람과 그의 나귀, 1837년의 풍자화로, 1837년 공황과 은행 시스템의 위태로운 상태에 대한 비난을 퇴임하는 앤드루 잭슨 대통령에게 돌리고 있으며, 그는 당나귀를 타고 있고 마틴 밴 뷰런 대통령은 승인하는 듯한 표정을 짓고 있다.

1837년 5월 10일, 뉴욕의 일부 중요한 주립 은행들이 경화 보유고가 바닥나자 갑자기 지폐를 금이나 은으로 전환하는 것을 거부했다. 전국 각지의 다른 금융 기관들도 신속히 뒤따랐고, 이는 1837년 공황으로 알려지게 될 금융위기의 시작을 알렸다. 이 공황에 이어 수많은 은행이 파산하고 실업률이 사상 최고치를 기록한 5년간의 불황이 뒤따랐다.
밴 뷰런은 경제 붕괴를 탐욕스러운 기업 및 금융 기관, 그리고 미국 은행들의 과도한 신용 확장에 돌렸다. 한편, 의회의 휘그당 지도자들은 민주당의 경제 정책, 특히 1836년 금속화폐 통첩을 비난했다. 이 정책은 정부 소유 토지 구매 시 지폐 대신 금속화폐 사용을 의무화하여 동부 은행의 금속화폐가 서부 은행으로 이동하는 효과를 가져왔고 지폐에 대한 신뢰를 약화시켰다. 휘그당원들은 또한 잭슨의 미국 제2은행 해체를 비난하며, 이로 인해 주 은행들이 효과적인 규제 없이 대출 및 지폐 발행에 참여할 수 있게 되었다고 주장했다. 공황의 또 다른 기여 요인은 1830년 이래로 강력한 경제 성장을 촉진했던 영국 신용의 갑작스러운 위축이었다.

#### 독립 재무부
휘그당 지도자 헨리 클레이는 자신의 아메리칸 시스템을 경제 회복을 위한 최선의 방법으로 홍보했지만, 밴 뷰런은 공황에 대한 대응으로 "엄격한 절약과 근검절약"에 초점을 맞췄다. 금속화폐 통첩 정책의 잠재적 폐지는 민주당을 분열시켰고, 윌리엄 캐벨 리브스나 나대니얼 탤매지와 같은 저명한 민주당원들은 잭슨의 경화 정책에서 벗어나는 움직임의 일환으로 이를 촉구했다. 오랜 숙고 끝에 밴 뷰런은 1837년 5월 금속화폐 통첩을 철회하지 않겠다고 발표했다. 밴 뷰런은 금속화폐 통첩을 철회하면 서부 은행에 해를 끼칠 것을 우려했고, 취임 직후 잭슨 시대 정책에서 벗어나는 것을 주저했다.
밴 뷰런이 금속화폐 통첩을 지지하기로 한 결정은 정부와 모든 은행 업무의 분리에 대한 그의 약속의 첫걸음이었으며, 이는 그의 재임 기간 동안 핵심 경제 정책이 될 것이었다. 잭슨 대통령 재임 기간 동안 연방 정부는 자금을 미국 제2은행에서 소위 "애완 은행"으로 옮겼다. 미국 제2은행과 애완 은행 모두 연방 예금을 사용하여 정규 은행 업무, 특히 대출 연장에 참여했다. 밴 뷰런은 정부 자금을 보관하기 위한 일련의 금고인 독립 재무부 시스템을 설립함으로써 연방 정부를 은행 업무에서 완전히 분리시키려고 했다. 독립 재무부는 은행과 영국 채권자로부터의 독립성 때문에 그 이름을 얻었는데, 영국 채권자들은 미국 제2은행에 대규모 투자를 했기 때문이다. 독립 재무부는 경화 옹호론자였던 윌리엄 M. 고지의 저술에서 영감을 얻었다. 고지는 은행과의 모든 연방 협력이 부패를 야기하고 투기적 호황과 불황 주기를 강화하여 경제 침체를 초래한다고 주장했다.
제25대 의회가 1837년 9월에 소집되었을 때, 밴 뷰런은 독립 재무부 시스템을 만들 법안을 제출했다. 밴 뷰런의 계획은 정부가 지폐를 지불 수단으로 받아들이도록 허용했지만, 정부는 그 지폐를 가능한 한 빨리 금속 화폐로 전환하려고 했다. 주 은행 이익 집단은 밴 뷰런의 제안에 강력히 반대했고, 보수 민주당원과 휘그당의 연합은 독립 재무부 시스템의 생성을 막았다. 독립 재무부 논쟁이 계속되면서 리브스와 다른 일부 민주당원들은 휘그당으로 탈당했고, 휘그당 자체는 밴 뷰런에 대한 반대에서 더욱 통일되었다. 1837년 공황은 1837년과 1838년 선거 주기에 큰 영향을 미쳤는데, 경기 침체의 파급 효과로 인해 하원과 상원 모두에서 휘그당의 의석이 늘어났다. 민주당은 선거 후 양원에서 다수 의석을 유지했지만, 하원 민주당원들의 분열로 인해 휘그당 의원 로버트 M. T. 헌터가 하원 의장으로 선출되었다. 한편, 휘그당은 밴 뷰런의 고향인 뉴욕을 포함하여 전국 각 주 선거에서 승리했다.
1838년 초, 대부분의 은행은 종이를 금이나 은으로 전환하는 모라토리엄을 끝내면서 일시적으로 통화 위기가 종식되었다. 경제가 회복되기 시작했고, 민주당과 휘그당의 연합은 그 해에 금속화폐 통첩을 폐지했다. 1839년 공황으로 알려진 두 번째 경기 침체는 면섬유 과잉으로 인해 시작되었다. 면 무역에서 들어오는 수입이 줄어들면서 토지 가격이 폭락하고 산업체들은 직원을 해고했으며 은행들이 파산했다. 역사가 대니얼 워커 하우에 따르면, 1830년대 후반과 1840년대 초반의 경제 위기는 대공황 이전까지 미국 역사상 가장 심각한 불황이었다. 부분적으로 이러한 두 번째 경기 침체에 대응하여 의회는 1840년 6월 밴 뷰런의 독립 재무부 제안을 법제화했다. 휘그당은 1841년에 독립 재무부 시스템을 폐지했지만, 1846년에 부활되어 1913년 연방준비법이 통과될 때까지 유지되었다.

#### 근로시간 단축
1840년, 밴 뷰런 대통령은 정부 노동자들의 근무 시간을 하루 10시간으로 단축하는 행정 명령을 내렸다. 이는 주로 노동자와 기계공에 해당되었다.

### 인디언 이주
잭슨 행정부의 연방 정책은 1830년 인디언 이주법을 통해 모든 원주민을 미시시피강 서쪽의 땅으로 이주시키는 것을 목표로 했다. 이 정책을 계속하여 연방 정부는 밴 뷰런의 대통령 재임 기간 동안 인디언 부족들과 19개의 조약을 협상했다. 밴 뷰런이 취임할 무렵, 머스코기족, 치카소족, 촉토족은 미시시피강 서쪽의 땅으로 이주했지만, 많은 체로키족은 여전히 조지아에 있었고 세미놀족은 플로리다에 남아 있었다. 1835년 미국 정부 관리들과 체로키족 대표들이 서명한 뉴에코타 조약은 전체 부족이 영토를 할양하고 미시시피강을 건너 이주할 조건을 확립했지만, 많은 체로키족은 이 조약을 사기라고 보았다. 1838년, 밴 뷰런은 윈필드 스콧 장군에게 아직 조약을 준수하지 않은 모든 체로키족을 강제로 이주시킬 것을 지시했다. 체로키족은 1838년 여름 동안 강제로 수용소에 갇혔다. 실제 서쪽으로의 이동은 심한 더위와 가뭄으로 지연되었지만, 가을에 체로키족은 마지못해 서쪽으로 이주하는 데 동의했다. 눈물의 길의 일부인 체로키족 이주 과정에서 약 2만 명의 사람들이 강제로 이주당했다.

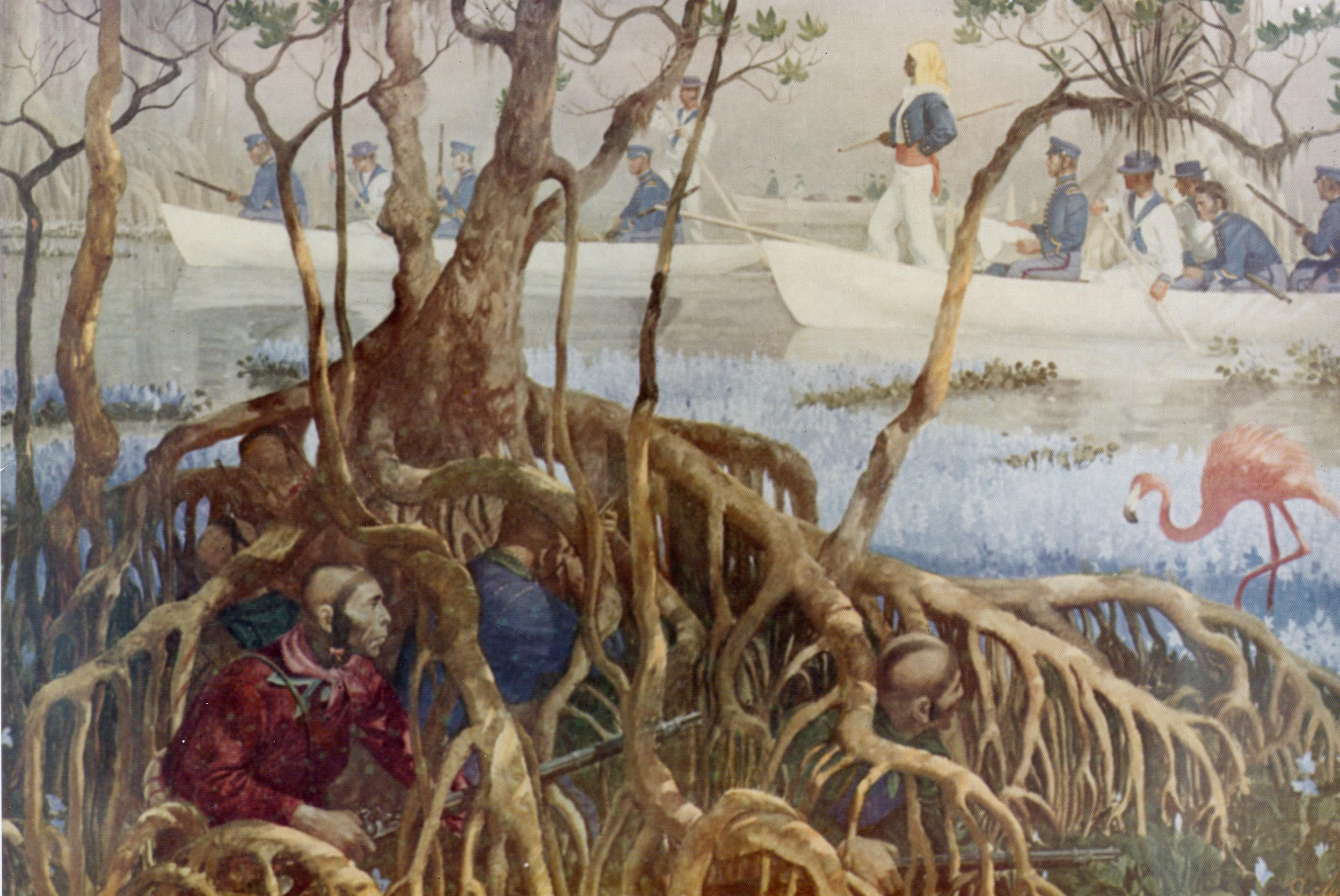
제2차 세미놀 전쟁 중 미군 해병대 보트 탐사대가 에버글레이즈를 수색하는 모습

플로리다 준주에서는 세미놀족이 정규군과 제2차 세미놀 전쟁으로 알려진 장기적인 분쟁을 벌였다. 세미놀족은 다른 남부 부족들보다 이주에 더 저항적이었는데, 이는 세미놀족 사이에 살았던 수백 명의 도망 노예와 다른 아프리카계 미국인들의 영향이 컸다. 이 도망 노예들은 세미놀족의 이탈이 자신들의 재노예화를 초래할 것을 두려워했다. 퇴임 전에 잭슨은 토머스 제시업 장군을 플로리다 주둔 미군 총사령관으로 임명하여 세미놀족의 서부 이주를 강제하도록 했다. 인디언 영토 전역에 요새가 건설되었고 병사들이 시골 지역을 샅샅이 뒤졌다. 압박을 느낀 많은 세미놀족, 심지어 주요 추장 미카노피까지 항복을 제안했다. 세미놀족은 탬파 근처에 이주를 위해 천천히 모였지만, 6월에는 질병과 흑인 세미놀족을 붙잡으려던 노예 사냥꾼들의 존재 때문에 구금 캠프에서 도망쳤다.
1837년 12월, 제시업은 대규모 공세를 시작하여 오키초비호 전투로 절정에 달했다. 미군의 승리 이후 전쟁은 새로운 단계, 즉 장기적인 소모전으로 접어들었다. 이 시기에 정부는 플로리다에서 남아있는 세미놀족을 몰아내는 것이 거의 불가능하다는 것을 깨닫고, 밴 뷰런은 알렉산더 매컴 장군을 파견하여 세미놀족과 평화를 협상하게 했다. 이것은 미국 역사상 미국 원주민 부족이 미국에게 평화를 구하도록 강요한 유일한 경우였다. 세미놀족이 플로리다 남서부에 남아 있도록 허용하는 협정이 체결되었지만, 1839년 7월에 평화는 깨졌다. 전투는 밴 뷰런이 퇴임한 후인 1842년까지 해결되지 않았다. 미국은 제2차 세미놀 전쟁에 3천만 달러 이상을 지출했으며, 이 전쟁으로 1,400명 이상의 미군 병력, 수십 명의 민간인, 그리고 최소 700명의 세미놀족이 목숨을 잃었다.
역사가 로렌스 M. 하우프트만은 뉴욕주 북부 지역의 이로쿼이족과 스톡브리지-먼시 인디언들을 무단으로 그들의 땅에서 이주시키기 위해 기만적이고 비열한 방법들이 의도적으로 사용되었다고 주장한다. 그는 연방 관리들인 제임스 W. 스트라이커, 존 F. 셔머혼, 그리고 랜덤 H. 길렛이 밴 뷰런과 협력하여 뇌물, 위조, 부패, 기만을 사용하여 1838년 버펄로 크릭 조약을 사기로 강요했다고 말한다. 한편, 미시간주에서는 오타와족이 인접한 캐나다의 영국군과 합류하겠다고 위협하고, 더 높은 지위를 가진 지주가 되어 지역 경제에서 중요한 요소가 됨으로써 조상들의 고향 땅에 남을 수 있었다. 그들은 또한 의도적으로 젊은 남성들을 지역 임금 노동 시장에 투입하여 백인 공동체에 자신들의 존재 가치를 높였다. 그들은 지역 백인들을 위협하지 않았고, 공동체로부터 상당한 지지를 받았다.

### 노예제

#### 노예제 정책
노예 폐지 운동은 1830년대에 인기를 얻었으며, 미국 노예제 폐지협회와 같은 노예 폐지 단체들의 활동은 존 캘훈과 같은 남부 지도자들의 비난을 야기했다. 밴 뷰런은 노예 폐지론을 국가 통합에 가장 큰 위협으로 보았다. 그는 노예 보유 주의 의지에 반하여 컬럼비아 특별구에서 노예제를 폐지하려는 의회의 어떤 시도에도 반대했으며, 노예제가 존재하는 주에서 노예제에 대한 사소한 간섭도 저항했다. 노예제가 국가적 논쟁의 주제로 점차 중요해지는 것을 반영하여, 밴 뷰런은 취임 연설에서 "노예제"라는 단어를 사용한 첫 번째 대통령이었고, 그의 입장은 그가 "남부 감정을 가진 북부인"이라는 비난을 받게 했다. 그러나 밴 뷰런은 노예제 확장에 대한 북부의 우려에도 민감했으며, 지역 분쟁을 피하려는 바람 때문에 텍사스 합병에 반대했다.
밴 뷰런 대통령 재임 기간 동안 의회 지도자들은 "개그 룰", 즉 의회에서 노예제 폐지에 대한 어떤 논의도 즉시 보류하는 비공식적인 관행을 통해 노예제에 대한 분열적인 논쟁을 피하려고 했다. 개그 룰은 상원에서 노예제 논쟁을 억제하는 데 크게 성공했지만, 하원의원 (이자 전 대통령) 존 퀸시 애덤스는 개그 룰에 저항하려는 노력으로 명성을 얻었다. 애덤스는 자신을 비난하려는 시도를 물리쳤지만, 남부인들과 북부 민주당원들의 연합은 개그 룰이 유지되도록 했다. 노예제에 대한 논쟁이 계속해서 주목받으면서, 소수의 노예 폐지 활동가들은 자유토지당을 창당했고, 이 당은 제임스 G. 버니를 1840년 선거의 대통령 후보로 지명했다.

#### 아미스타드 사건
영국인과 미국인처럼 스페인인도 아프리카에서 노예를 수입하는 것을 불법화했지만, 높은 노예 사망률은 밀수꾼들이 아프리카에서 포획된 노예들을 스페인 식민지인 쿠바로 밀수하는 것을 부추겼다. 1839년 6월, 최근 납치된 아프리카인 몇 명이 쿠바행 노예선인 라 아미스타드호를 장악했다. 아프리카인들은 고향으로 돌아가려 했지만, 선원 중 한 명에게 속아 미국으로 향했고, 그곳에서 아프리카인들은 체포되어 앤드루 T. 저드슨 판사의 연방 법원에 회부되었다. 스페인 정부는 선박과 그 화물(아프리카인 포함)을 자신들에게 넘겨줄 것을 요구했다. 밴 뷰런 행정부는 이 사건으로 인한 국내외 정치적 파장을 최소화하기 위해 재판에서 스페인의 입장을 지지했다.
대부분의 관찰자들의 예상과는 달리, 저드슨은 피고인들을 석방하라고 판결했다. 연방 순회법원이 저드슨의 판결을 지지한 후, 밴 뷰런 행정부는 이 사건을 대법원에 상고했다. 1841년 3월, 대법원은 저드슨의 판결을 지지하며, 아프리카인들이 불법적으로 납치되었다고 판결했다. 이 사건 이후, 노예 폐지론자들은 아프리카인들의 귀환을 위한 자금을 모았고, 그들은 1841년 11월에 미국을 떠났다. 국제적 문제와 당사자들, 연방 법정에서의 유색 인종 증언, 그리고 전 대통령 애덤스와 다른 고위 변호사들의 참여를 포함하는 아미스타드 사건의 독특한 성격은 대중의 큰 관심을 불러일으켰다. 아미스타드 사건은 노예제의 개인적인 비극에 대한 관심을 환기시키고 북부의 성장하는 노예 폐지 운동에 새로운 지지를 끌어냈다. 또한 법원을 노예제의 법적 기초에 대한 전국적인 논쟁의 주요 장으로 변화시켰다.

### 모르몬교도
1839년, 후기 성도 운동의 창시자인 조셉 스미스 주니어는 1838년 모르몬 전쟁 중 미주리주에서 추방당한 약 2만 명의 모르몬교 정착민들을 돕기 위해 미국 정부에 탄원하기 위해 밴 뷰런을 방문했다. 미주리주 주지사 릴번 복스는 1838년 10월 27일 "섬멸 명령"으로 알려진 행정 명령을 발표했다. 이 명령은 모르몬교도들을 "섬멸하거나 주에서 추방하기" 위해 군대가 무력을 사용하도록 승인했다. 1839년 일리노이주로 이주한 후, 스미스와 그의 일행은 의회 의원들과 밴 뷰런 대통령에게 모르몬교도들을 위해 중재를 요청했다. 스미스의 조카손자에 따르면, 밴 뷰런은 스미스에게 "당신의 주장은 정당하지만, 제가 당신을 위해 할 수 있는 것이 없습니다. 만약 제가 당신을 돕는다면 미주리주의 표를 잃을 것입니다"라고 말했다.

## 외교 관계

### 텍사스
텍사스 공화국은 텍사스 혁명을 통해 멕시코로부터 사실상 독립했으며, 이후 텍사스인들은 미국 합병에 압도적으로 찬성했다. 1837년 3월 퇴임 직전, 앤드루 잭슨은 텍사스 공화국을 외교적으로 승인했고, 합병 가능성은 국내 분열주의 긴장을 고조시키는 동시에 멕시코와의 전쟁 가능성도 제시했다. 뉴잉글랜드 노예 폐지론자들은 "텍사스를 획득하기 위한 노예 소유자 음모"가 있다고 비난했고, 대니얼 웹스터는 합병을 유창하게 비난했다. 한편, 많은 남부 지도자들은 미국의 노예 보유 영토 확장을 강력히 원했다.
잭슨의 정책을 과감히 뒤집어, 밴 뷰런은 해외 평화와 국내 화합을 추구했다. 그는 미국 시민과 멕시코 정부 간의 오랜 재정 분쟁에 대한 외교적 해결책을 제안하며, 잭슨의 무력 해결 위협을 거부했다. 마찬가지로, 1837년 8월 워싱턴 D.C.의 텍사스 공사가 행정부에 합병을 제안했을 때, 그는 제안을 받아들일 수 없다는 말을 들었다. 헌법적 양심과 멕시코와의 전쟁에 대한 두려움이 거절 이유로 제시되었지만, 노예제 확장에 대한 충돌을 촉발할 수 있다는 우려는 밴 뷰런에게 의심할 여지 없이 영향을 미쳤고, 합병의 주요 장애물로 계속 작용했다. 북부와 남부 민주당원들은 북부인이 노예제 반대 제안을 억제하는 데 협력하고 남부인이 텍사스 합병을 주장하지 않는다는 암묵적인 규칙을 따랐다. 텍사스는 1838년에 합병 제안을 철회했다.

### 영국과의 관계

#### 캐나다 반란
로어캐나다와 어퍼캐나다의 영국 신민들은 1837년과 1838년에 책임정부의 부재에 항의하며 반란을 일으켰다. 어퍼캐나다의 초기 봉기는 1837년 12월 몽고메리 선술집 전투로 끝났지만, 많은 반군이 나이아가라강을 건너 뉴욕으로 도피했고, 캐나다 지도자 윌리엄 라이언 매켄지는 버펄로에서 자원병을 모집하기 시작했다. 매켄지는 캐나다 공화국의 설립을 선언하고 자원병들이 나이아가라강 캐나다 쪽의 네이비 아일랜드에서 어퍼캐나다를 침공할 계획을 실행에 옮겼다. 그 후 몇 주 동안 수백 명의 자원병들이 네이비 아일랜드로 향했고, 캐롤라인 증기선을 확보하여 네이비 아일랜드로 물품을 운반했다. 임박한 침공을 저지하기 위해 영국군은 1837년 12월 말에 강을 건너 미국 연안에 진입하여 캐롤라인호를 불태우고 침몰시켰다. 이 난투극에서 미국인 한 명이 사망하고 여러 명이 부상을 입었다. 미국 내에서 선전포고를 해야 한다는 상당한 여론이 일어났고, 보복으로 영국 선박 한 척이 불탔다.

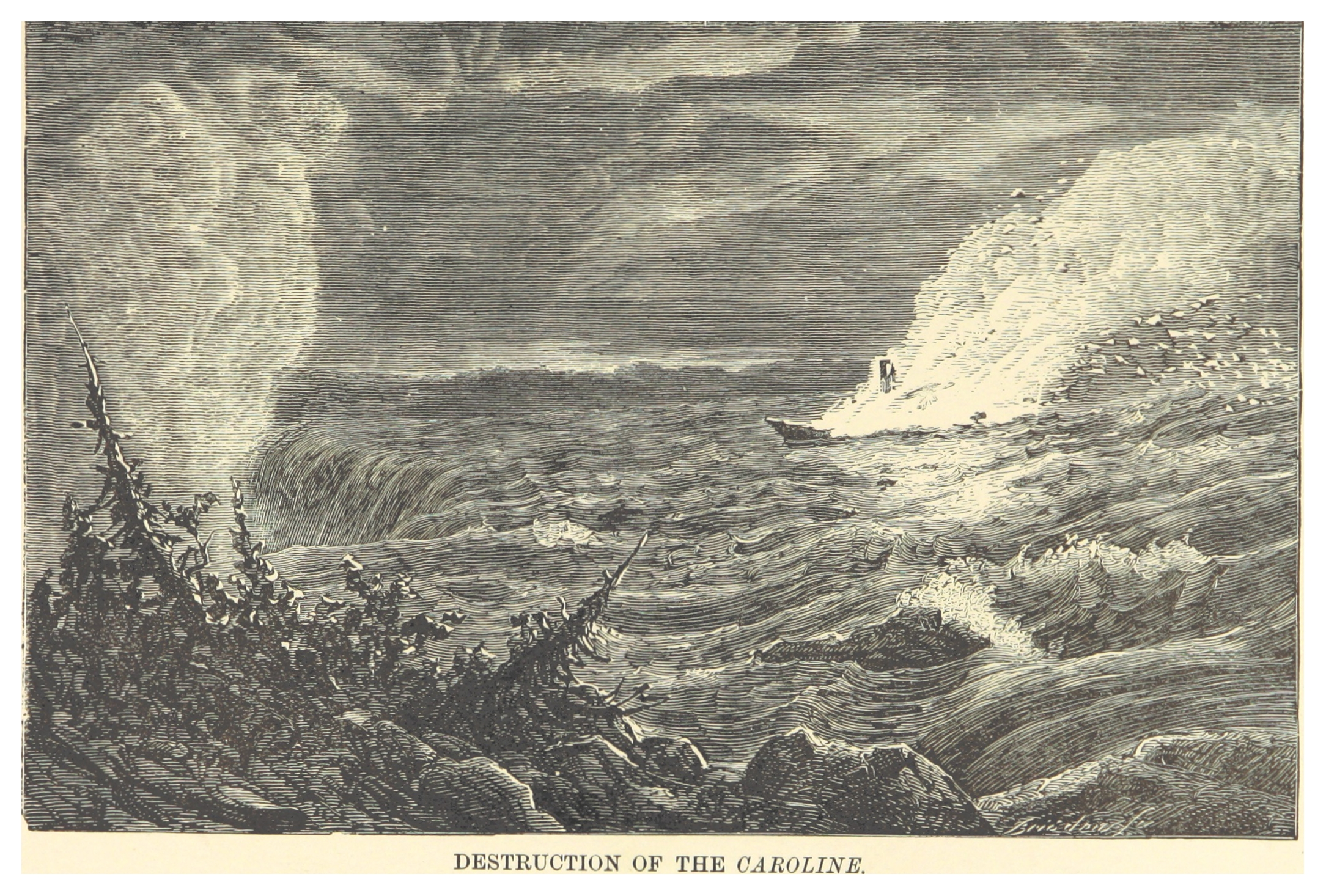
존 찰스 덴트의 삽화 (1881), "캐롤라인의 파괴"

영국과의 전쟁을 피하고자 했던 밴 뷰런은 윈필드 스콧 장군을 국경으로 보내 국경 보호와 평화를 위한 광범위한 재량권을 부여했다. 스콧은 미국 시민들에게 위기 해결을 위한 평화적 해결책의 필요성을 강조했으며, 미 정부가 영국을 공격하는 모험적인 미국인들을 지지하지 않을 것임을 분명히 했다. 1838년 1월 초, 대통령은 캐나다 독립 문제에 대한 미국의 중립을 선언했다. 이는 의회가 외국 분쟁에 미국 시민의 참여를 억제하기 위한 중립법을 통과시킴으로써 지지했다.
스콧이 상황을 진정시킬 수 있었음에도 불구하고, "헌터스 로지스"로 알려진 비밀 단체들은 캐나다의 영국 통치를 전복시키려 계속 노력했다. 이 단체들은 어퍼 캐나다에서 여러 차례 공격을 감행했으며, 이를 통틀어 애국 전쟁이라고 불렀다. 행정부는 중립법 집행을 철저히 이행하고, 필리부스터들에 대한 기소를 장려했으며, 미국 시민들의 해외 전복 활동을 적극적으로 억제했다. 1839년 말 두 차례의 필리부스터 원정이 실패한 후, 헌터스 로지스는 대중적 지지를 잃었고 애국 전쟁은 막을 내렸다. 장기적으로 볼 때, 밴 뷰런의 애국 전쟁 반대는 20세기 영미 및 미국-캐나다 관계의 건전한 구축에 기여했으며, 더 즉각적으로는 연방 권한의 과도한 확장에 대한 시민들의 반발을 초래했다.

#### 애러스트크 분쟁
1838년 말, 메인-뉴브런즈윅 국경의 분쟁 지역에서 영국과 미국 사이에 새로운 위기가 표면화되었다. 잭슨은 다른 양보를 대가로 그 지역에 대한 미국 주장을 포기할 용의가 있었지만, 메인주는 분쟁 지역에 대한 주장을 포기할 의사가 없었다. 영국은 그 지역의 소유가 캐나다 방어에 필수적이라고 보았다. 미국과 뉴브런즈윅 벌목꾼들은 1838년-39년 겨울 동안 분쟁 지역에서 목재를 벌채했다. 12월 29일, 뉴브런즈윅 벌목꾼들이 애러스트크강 근처의 미국 사유지에서 나무를 베는 것이 목격되었다. 미국 벌목꾼들이 경비를 서기 위해 달려들자, 캐리부 전투로 알려진 고성 논쟁이 벌어졌다. 메인주와 뉴브런즈윅주가 서로의 시민들을 체포하면서 긴장은 곧 전쟁 직전으로 치달았고, 위기는 무력 충돌로 이어질 준비가 된 듯 보였다.
영국군은 세인트존강을 따라 집결하기 시작했다. 존 페어필드 주지사는 주 민병대를 동원하여 분쟁 지역에서 영국군에 대항하게 했고 여러 요새가 건설되었다. 미국 언론은 전쟁을 요구했다. 한 사설은 "메인주와 그 땅, 아니면 피!"라고 외쳤다. "칼을 뽑고 칼집을 던져버려라!" 6월, 의회는 외국 군대가 미국 영토로 넘어올 경우를 대비하여 5만 명의 병력과 1천만 달러의 예산을 승인했다. 밴 뷰런은 분쟁 지역을 두고 전쟁을 벌일 의사가 없었지만, 메인주에게 영국군의 어떤 공격에도 대응할 것이라고 확신시켰다. 위기 해결을 위해 밴 뷰런은 영국 주미 대사와 만나 국경 문제를 외교적으로 해결하기로 합의했다. 밴 뷰런은 또한 군사적 의지를 보여주고, 더 중요하게는 긴장을 완화하기 위해 스콧 장군을 북부 국경 지역으로 보냈다. 스콧은 모든 당사자가 국경 문제를 중재에 회부하도록 성공적으로 설득했다. 국경 분쟁은 몇 년 후 1842년 웹스터-애슈버턴 조약 체결로 해결되었다.

## 1840년 대통령 선거

1840년 선거인단 투표 결과

밴 뷰런은 신문과 잡지 같은 언론 매체에 대한 정당 조직과 지원에 세심한 주의를 기울였다. 그들은 정부 인쇄 계약 형태로 보조금을 받았다. 지적인 차원에서 그의 행정부는 워싱턴에 본사를 두고 존 L. 오설리번이 편집하는 월간지 더 유나이티드 스테이츠 매거진 앤드 데모크라틱 리뷰의 강력한 지지를 받았다. 이 잡지의 사설과 기사들은 당원들이 멕시코 전쟁, 노예제, 주권, 인디언 이주에 대한 민주당의 입장을 논의하는 데 필요한 논거를 제공했다.
1840년 민주당 전당대회에서 대통령 후보 지명을 위한 심각한 반대에 직면하지 않았음에도 불구하고, 밴 뷰런과 그의 당은 1840년 선거에서 어려운 상황에 처했다. 밴 뷰런의 임기는 미국 경제가 심각한 침체에 빠지는 등 어려움이 많았고, 노예제, 서부 확장, 영국과의 긴장 등 다른 분열적인 문제들은 밴 뷰런의 정치적 반대자들이 그의 행동을 비판할 수 있는 많은 기회를 제공했다. 밴 뷰런의 재지명은 의심의 여지가 없었지만, 민주당 전략가들은 존슨을 러닝메이트로 유지하는 것이 현명한지에 대해 의문을 제기하기 시작했다. 심지어 전 대통령 잭슨도 존슨이 부담이라고 인정하며 전 하원 의장인 테네시주 출신 제임스 K. 포크를 밴 뷰런의 새로운 러닝메이트로 주장했다. 밴 뷰런은 북부 노동자와 급진파에게 인기가 있었던 존슨을 포기하기를 주저했는데, 그는 휘그당이 윌리엄 헨리 해리슨을 지명할 경우 중요할 수 있는 군사 경험을 선거에 추가했기 때문이다. 존슨을 재지명하는 대신, 민주당 전당대회는 주 민주당 지도자들이 해당 주의 부통령 후보를 선택하도록 결정했다. 전당대회는 미국 역사상 첫 번째 당 강령을 작성하여 밴 뷰런의 경제 정책 및 기타 문제에 대한 견해를 전적으로 지지했다.
밴 뷰런은 휘그당이 헨리 클레이를 대통령 후보로 지명하여 밴 뷰런의 독립 재무부 시스템과 클레이의 국립 은행 재건 지지 사이의 대결로 1840년 선거 운동을 이끌 수 있기를 바랐다. 클레이는 1839년 휘그당 전당대회에서 대부분의 남부인들의 지지를 받았지만, 대부분의 북부인들은 해리슨을 선호했다. 윌리엄 시워드와 새디어스 스티븐스와 같은 북부 지도자들은 해리슨의 전쟁 기록이 민주당의 대중적 호소에 효과적으로 맞설 수 있다고 믿었다. 윈필드 스콧 장군도 일부 지지를 받았으며, 그는 클레이와 해리슨 사이의 잠재적인 타협 후보로 떠올랐다. 설로우 위드와 새디어스 스티븐스의 효과적인 기동 덕분에 해리슨은 전당대회 3차 투표에서 클레이를 누르고 승리했다. 부통령으로는 휘그당이 버지니아주 전 상원의원 존 타일러를 지명했다. 클레이는 전당대회에서의 패배에 깊이 실망했지만, 그럼에도 불구하고 충실히 선거 운동을 벌였다.
휘그당은 밴 뷰런을 대통령의 반대말로 제시하며, 그를 무능하고 부패하며 허약하다고 비하했다. 휘그당은 고급스러운 생활을 하는 귀족으로서의 밴 뷰런의 이미지와 통나무 오두막에서 사과주를 마시는 소박한 인민의 사람으로서의 해리슨의 이미지를 대조시켰다. 정책 문제도 선거 운동에 없지는 않았다. 휘그당은 잭슨과 밴 뷰런의 주장된 행정부 월권을 비난하는 한편, 국립 은행 재건과 높은 관세를 요구했다. 민주당은 독립 재무부 시스템을 내세워 선거 운동을 하려 했지만, 디플레이션의 시작으로 이러한 주장들은 힘을 잃었다. 많은 북부인들은 밴 뷰런이 개그 룰을 지지하는 것을 공격했지만, 남부에서는 많은 휘그당원들이 버지니아 태생의 해리슨이 뉴욕 출신 밴 뷰런보다 노예 제도를 더 잘 보호할 것이라고 주장했다.
"티피카누 앤 타일러 투"에 대한 대중의 열광과 국가의 심각한 경제 불황이 해리슨을 승리로 이끌었다. 결국 해리슨은 일반 투표에서 53%를 얻었고, 선거인단 투표에서 밴 뷰런을 234대 60으로 물리쳤다. 투표율은 1836년 약 55%에서 1840년 약 80%로 증가했는데, 이는 당시 미국 역사상 대통령 선거에서 가장 높은 투표율이었다. 밴 뷰런은 1840년에 1836년보다 더 많은 표를 얻었지만, 휘그당이 새로운 유권자들을 유치하는 데 성공한 것이 민주당의 득표 증가를 상쇄하고도 남았다. 휘그당은 또한 하원과 상원의 통제권을 얻어, 1840년 선거는 미국 역사상 휘그당이 의회와 대통령직을 동시에 장악한 유일한 경우였다.

## 역사적 평가

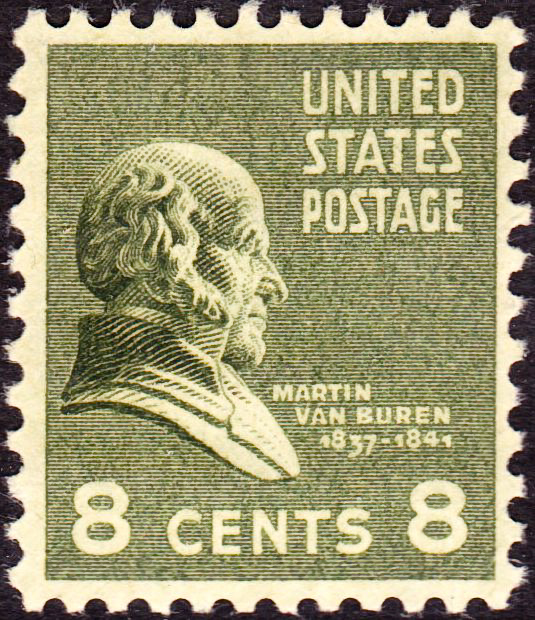
1938년 대통령 우표 시리즈 8센트 미국 우표의 마틴 밴 뷰런

역사가 로버트 레미니에 따르면:
밴 뷰런이 국가의 정치 발전에 기여한 창조적 공헌은 막대했으며, 그로 인해 그는 대통령직에 오를 자격을 얻었다. 뉴욕 공화당을 장악한 후, 그는 워싱턴에서 전국적인 경력을 추구하는 동안 자신의 부재 시 주를 운영하기 위해 올버니 리젠시를 조직했다. 리젠시는 정치적으로 예리하고 매우 지능적인 사람들로 구성된 올버니의 통치 위원회였다. 그는 후원, 입법 코커스, 공식 당 신문의 전문적인 사용으로 성공한 국내 최초의 주 전체 정치 기계 중 하나였다.....[워싱턴에서] 그는 자신이 "남부의 농장주와 북부의 평범한 공화당원"이라고 부른 연합을 통해 공화당을 재편성하기 위해 노력했다.... 이전에는 정당이 용인해야 할 악으로 여겨졌지만, 밴 뷰런은 정당 시스템이 국가의 업무를 민주적으로 수행하는 가장 합리적이고 지능적인 방법이라고 주장했으며, 이러한 관점은 결국 전국적인 승인을 얻었다.
밴 뷰런의 대통령 재임 기간은 역사가들에 의해 기껏해야 보통 수준으로 평가된다. 그의 재임 기간은 1837년 공황이라는 경제적 재앙으로 점철되었으며, 역사가들은 독립 재무부가 그 문제에 대한 적절한 대응이었는지에 대해 의견이 갈렸다. 밴 뷰런의 가장 오래 지속된 업적은 민주당을 건설하고 제2 정당제에서 우위를 차지하도록 이끈 정치 조직가로서의 역할이었으며, 역사가들은 밴 뷰런을 미국 정치 시스템 발전에 필수적인 인물로 간주하게 되었다.
2017년 C-SPAN 설문조사에 따르면 마틴 밴 뷰런은 조지 W. 부시 바로 아래, 체스터 A. 아서 위에 위치하여 역대 대통령 중 하위 3분의 1에 속했다. 이 설문조사는 91명의 대통령 역사가들에게 43명의 전직 대통령(당시 퇴임하는 버락 오바마 포함)을 다양한 범주로 순위를 매겨 종합 점수를 내고 전체 순위를 도출했다. 밴 뷰런은 전직 대통령 전체 중 34위(2009년 31위, 2000년 30위에서 하락)를 기록했다. 이 최근 설문조사의 각 범주별 순위는 다음과 같다: 대중 설득력(30), 위기 리더십(35), 경제 관리(40), 도덕적 권위(33), 국제 관계(26), 행정 능력(26), 의회와의 관계(28), 비전/의제 설정(33), 모든 이에게 평등한 정의 추구(30), 시대적 맥락에서의 성과(33). 2018년 미국정치학회 대통령 및 행정 정치 부문 여론조사에서는 밴 뷰런을 27번째로 좋은 대통령으로 평가했다.
몇몇 작가들은 밴 뷰런을 미국에서 가장 잘 알려지지 않은 대통령 중 한 명으로 묘사했다. 2014년 타임 잡지의 "잊혀진 대통령 TOP 10" 기사에서 언급된 바와 같이:
"작은 마술사" 마틴 밴 뷰런이 역사책에서 완전히 사라지는 것을 의도하지는 않았겠지만, 그의 재임은 미국 역사상 첫 번째로 진정으로 잊혀진 대통령직이었다.

### 참고 문헌
- Cole, Donald B. (1984). 《Martin Van Buren and the American Political System》. Princeton, NJ: Princeton University Press. ISBN 0-691-04715-4. online book;also see online book review
- Harrison, Joseph Hobson. "Martin Van Buren and His Southern Supporters." Journal of Southern History 22.4 (1956): 438–458. online
- Howe, Daniel Walker (2007). 《What Hath God Wrought: the Transformation of America, 1815–1848》. Oxford, NY: Oxford University Press. ISBN 978-0-19-507894-7.
- Morison, Samuel Eliot (1965). 《The Oxford History of the American People》. New York: Oxford University Press.
- Nowlan, Robert A. (2012). 《The American Presidents, Washington to Tyler: What They Did, What They Said, What Was Said About Them, With Full Source Notes》. Jefferson, North Carolina: McFarland & Company. ISBN 978-0-7864-6336-7.
- Shade, William G. " 'The Most Delicate and Exciting Topics': Martin Van Buren, Slavery, and the Election of 1836." Journal of the Early Republic 18.3 (1998): 459–484. online
- Silbey, Joel H. (2002). 《Martin Van Buren and the Emergence of American Popular Politics》. Lanham, Maryland: Rowman & Littlefield Publishers. ISBN 0-7425-2243-1., online]
- Wilentz, Sean (2005). 《The Rise of American Democracy: Jefferson to Lincoln》. W. W. Norton & Company. ISBN 0-393-05820-4. online
- Wilson, Major L. (1984). 《The Presidency of Martin Van Buren》. Lawrence, Kansas: University Press of Kansas. ISBN 9780700602384.

## 더 읽어보기
- Alexander, Holmes (1935). 《The American Talleyrand: Martin Van Buren》. popular biography
- Curtis, James C. (1970). 《The Fox at Bay: Martin Van Buren and the Presidency, 1837–1841》. Lexington: University Press of Kentucky. ISBN 978-0-8131-1214-5.
- Henretta, James A. (2004). 〈Martin Van Buren〉.   Brinkley, Alan; Dyer, Davis. 《The American Presidency》. Boston: Houghton Mifflin Company. 103–114쪽. ISBN 0-618-38273-9.
- Graff, Henry F., ed. The Presidents: A Reference History (3rd ed. 2002) online
- Hummel, Jeffrey Rogers. "Martin Van Buren: The Greatest American President." The Independent Review 4.2 (1999): 255–281. online
- Leonard, Gerald. "Party as a Political Safeguard of Federalism: Martin Van Buren and the Constitutional Theory of Party Politics." Rutgers Law Review 54 (2001): 221+ online.
- Lynch, Denis Tilden (1929). 《An Epoch and a Man: Martin Van Buren and His Times》. New York: H. Liveright., old popular biography.
- McBride, Spencer W. "When Joseph Smith Met Martin Van Buren: Mormonism and the Politics of Religious Liberty in Nineteenth-Century America." Church History 85.1 (2016): 150–158.
- Mintz, Max M. "The Political Ideas of Martin Van Buren." New York History 30.4 (1949): 422–448. online
- Morrison, Michael A. "Martin Van Buren, the Democracy, and the Partisan Politics of Texas Annexation." Journal of Southern History 61.4 (1995): 695–724. online
- Mushkat, Jerome. Martin Van Buren: law, politics, and the shaping of Republican ideology (1997) online
- Niven, John (1983). 《Martin Van Buren: The Romantic Age of American Politics》. New York: Oxford University Press. ISBN 978-0-19-503238-3.
- Rayback, Joseph G. "Martin Van Buren's Break with James K. Polk: the Record." New York History 36.1 (1955): 51-62 online.
- Rayback, Joseph G. "Martin Van Buren's Desire for Revenge in the Campaign of 1848." Mississippi Valley Historical Review 40.4 (1954): 707–716 online
- Remini, Robert. Martin Van Buren and the making of the Democratic Party (1959) online, a major scholarly study
- Remini, Robert V. "Martin Van Buren and the Tariff of Abominations." American Historical Review 63.4 (1958): 903–917. online
- Schouler, James (1889). 《History of the United States of America: 1831–1847. Democrats and Whigs》 4. Washington, D.C.: W. H. Morrison.; outdated old survey.
- Shafer, Ronald G. The carnival campaign: How the rollicking 1840 campaign of "Tippecanoe and Tyler too" changed presidential elections forever (Chicago Review, 2016). 279p
- Shepard, Edward Shepard (1899). 《American Statesmen: Martin Van Buren》. Houghton, Mifflin & Co. ; outdated old biography.
- Silbey, Joel H. (2009). 《Party Over Section: The Rough and Ready Presidential Election of 1848》. Lawrence, Kansas: University Press of Kansas. ISBN 978-0-7006-1640-4.
- Silbey, Joel H. (2014). 《A Companion to the Antebellum Presidents 1837–1861》. Wiley. 109–154쪽. ISBN 9781118609293., emphasis on historiography.
- Widmer, Ted. Martin Van Buren: The American Presidents Series: The 8th President, 1837-1841 (Macmillan, 2005), popular biography.

### 1차 자료
- James D. Richardson, ed., Messages and Papers of the Presidents, 10 vols. (Washington, D.C., 1900), includes Van Buren's addresses to Congress and many important state papers.
- John C. Fitzpatrick, ed., "The Autobiography of Martin Van Buren," Annual Report of the American Historical Association for the Year 1918, vol. 2 (Washington, D.C., 1920), was written during Van Buren's retirement; it ends in 1835. online